# Воев, Димитыр Павлов
Димитыр Павлов Воев — болгарский музыкант, поэт, основатель и бессменный лидер группы «Нова Генерация».

## Биография
Воев основал свою первую группу «Парадокс» в 1979 или 1980 году вместе с Кристияном Костовым и Кирилом Манчевым. В середение 80-х Воев участвовал в джаз-дуэте «Воцек». Потом к группе присоединился третий член и «Воцек» переименовался в «Воцек и Чугра». Трио начало играть экспериментальную музыку. Воцек и Чугра записывали свои альбомы в домашном студии Пенчо Попова. Единственный официальный албьом группы " Pirate pigeons -  болг.Пиратски гълъби " издан лишь в 1992 году.
В 1985 г. Воев, Васил Гюров и Кирилл Манчев создали Кале — первая пост-панк-группа в Болгарии. Первое их большое выступление было на Софийском рок-фестивале в 1987 г., но после третьей песни милиция убрала группу со сцены. Вскоре группа распалась. Васил Гюров создал группу Ревью, а Воев — Нову Генерацию. Има группы Воева происходит из его поэмы «Нова Генерация завинаги» (Новая генерация навсегда). В 1987 г. записан и первый альбом группы — Вход Б, но он остался только как демо.
В 1989 на фирме грамзаписи Балкантон вышел первый альбом Новой Генерации, совместно с группой Контроль. Эта пластинка стала первой из серии альбомов Балкантона «BG Rock». В 1990 г. группа сыграла на Берлинском фестивале «Songs». В 1991 г. Воев был организатором «Эко-рок-фестиваля» в городе Русе. Цель фестиваля была спасти города от газовых выделений из заводов и фабрик. В том же году группа издала свой второй альбом — Forever. В нём вошли некоторые из самых известных песен группы — «Скорпионы танцевают самы», «Патриотическа песня», «Арлина» и др.
7 сентября 1992 Воева не стало. После эго смерти издан альбом в память музыканта. Группа Нова генерация распалась.
В 1996 и 2000 г. издательство «Круг» издало два сборника со стихами Воева.